# Lill-Sandögrundet
Lill-Sandögrundet (kleine ondiepte bij Sandön) is een Zweeds eiland behorend tot de Pite-archipel. Het was een ondiepte (grundet) ten zuidwesten van Sandön, maar steekt anno 2008 permament boven de zeespiegel uit. Het eiland heeft geen oeververbinding en is onbebouwd / onbewoond.
Een Stor-Sandögrundet bestaat vooralsnog niet. Een Sandögrundet ligt bij Sandön (Luleå).